# Synopsis Generum Compositarum
Synopsis Generum Compositarum (abreviado Syn. Gen. Compos.) es un libro ilustrado con descripciones botánicas que fue escrito por el médico y botánico alemán Christian Friedrich Lessing. Se publicó en el año 1832 con el nombre de Synopsis Generum Compositarum Earumque Dispositionis Novae Tentamen Monographiis Multarum Capensium Interjectis... Berolini [Berlin].